# Qui a peur de Virginia Woolf ? (film)
Pour la pièce, voir Qui a peur de Virginia Woolf ?.
Pour plus de détails, voir Fiche technique et Distribution.
Qui a peur de Virginia Woolf ? (Who's Afraid of Virginia Woolf?) est un film américain réalisé par Mike Nichols et sorti en 1966. Il s'agit d'une adaptation de la pièce de théâtre du même nom d'Edward Albee créée en 1962.

## Synopsis
Sur le campus d'une petite université de la Nouvelle-Angleterre, George et Martha rentrent d’une soirée arrosée. George qui enseigne à la faculté d'histoire est aussi le subordonné de son beau-père qui dirige l'Université. Dès les premières images, on mesure le malaise qui règne dans le couple en voyant Martha, prise de boisson, insulter grossièrement son mari. Martha a invité, sans en aviser George, un couple de nouveaux venus à prendre un dernier verre. George est très contrarié par cette initiative qu'il juge saugrenue étant donné l'heure tardive. Il redoute en outre les excès verbaux de sa femme et lui enjoint de ne parler sous aucun prétexte de leur fils au jeune couple. Un « jeu » psychologique cruel va commencer.

## Fiche technique
- Titre original : Who's Afraid of Virginia Woolf?
- Titre français : Qui a peur de Virginia Woolf ?
- Réalisation : Mike Nichols
- Scénario : Ernest Lehman, d’après la pièce de Edward Albee
- Direction artistique : Richard Sylbert
- Décors : George James Hopkins
- Costumes : Irene Sharaff
- Photographie : Haskell Wexler
- Montage : Sam O'Steen
- Musique : Alex North
- Production : Ernest Lehman
- Société de production : Warner Bros. et Chenault Productions
- Pays de production :  États-Unis
- Format : noir et blanc – 35 mm – 1,85:1 – mono
- Genre : drame
- Durée : 131 minutes
- Dates de sortie : 
  - États-Unis : 22 juin 1966
  - France : 15 février 1967
- Affiches : Bill Gold (États-Unis), Raymond Elseviers (Belgique), René Ferracci (France)

## Distribution
- Elizabeth Taylor (VF : Paule Emanuele) : Martha
- Richard Burton (VF : Raymond Gérôme) : George
- George Segal (VF : Daniel Crouet) : Nick
- Sandy Dennis (VF : Michèle Grellier) : Honey

## Titre du film
Le titre du film est directement tiré du titre de la pièce de théâtre. Il fait référence à la chanson Who is afraid of the big bad wolf présente dans l'interprétation Walt Disney du conte Les Trois Petits Cochons.

## Distinctions

### Récompenses
- BAFTA 1967 : Meilleur film
- Oscars 1967 : 
  - Meilleure actrice pour Elizabeth Taylor
  - Meilleure actrice dans un second rôle pour Sandy Dennis
  - Meilleure photographie pour Haskell Wexler
  - Meilleure direction artistique pour Richard Sylbert
  - Meilleure création de costumes pour Irene Sharaff

### Nominations
- Oscars 1967 : 13 nominations

Il s'agit du second film après La Ruée vers l'Ouest à être nommé dans toutes les catégories où il pouvait recevoir une nomination. Il s'agit également du premier des trois films dont l'intégralité du casting a été nommé aux Oscars, les deux autres étant Le Limier et Give 'em Hell, Harry!